# Gracie Abrams/Diskografie
Diese Diskografie ist eine Übersicht über die musikalischen Werke der US-amerikanischen Singer-Songwriterin Gracie Abrams. Den Schallplattenauszeichnungen zufolge hat sie bisher mehr als 10,8 Millionen Tonträger verkauft, davon alleine in ihrer Heimat mehr als zwei Millionen. Ihre erfolgreichste Veröffentlichung ist die Single That’s So True mit über 3,1 Millionen verkauften Einheiten.

## Alben

### Studioalben
| Jahr | Titel Musiklabel                          | Höchstplatzierung, Gesamtwochen, AuszeichnungChartplatzierungen (Jahr, Titel, Musiklabel, Platzierungen, Wochen, Auszeichnungen, Anmerkungen) | Höchstplatzierung, Gesamtwochen, AuszeichnungChartplatzierungen (Jahr, Titel, Musiklabel, Platzierungen, Wochen, Auszeichnungen, Anmerkungen) | Höchstplatzierung, Gesamtwochen, AuszeichnungChartplatzierungen (Jahr, Titel, Musiklabel, Platzierungen, Wochen, Auszeichnungen, Anmerkungen) | Höchstplatzierung, Gesamtwochen, AuszeichnungChartplatzierungen (Jahr, Titel, Musiklabel, Platzierungen, Wochen, Auszeichnungen, Anmerkungen) | Höchstplatzierung, Gesamtwochen, AuszeichnungChartplatzierungen (Jahr, Titel, Musiklabel, Platzierungen, Wochen, Auszeichnungen, Anmerkungen) | Anmerkungen                                               |
| Jahr | Titel Musiklabel                          | DE | AT | CH | UK | US | Anmerkungen                                               |
| ---- | ----------------------------------------- | --- | --- | --- | --- | --- | --------------------------------------------------------- |
| 2023 | Good Riddance Interscope Records (UMG)    | DE19 (2 Wo.)DE | AT63 (1 Wo.)AT | CH92 (1 Wo.)CH | UK3 Silber · (1 Wo.)UK | US52 (1 Wo.)US | Erstveröffentlichung: 24. Februar 2023 Verkäufe: + 60.000 |
| 2024 | The Secret of Us Interscope Records (UMG) | DE4 Gold · (… Wo.)DE | AT4 (54 Wo.)AT | CH5 (39 Wo.)CH | UK1 Gold · (… Wo.)UK | US2 (… Wo.)US | Erstveröffentlichung: 21. Juni 2024 Verkäufe: + 633.500   |

### Livealben
| Jahr | Titel Musiklabel                                                            | Höchstplatzierung, Gesamtwochen, AuszeichnungChartplatzierungen (Jahr, Titel, Musiklabel, Platzierungen, Wochen, Auszeichnungen, Anmerkungen) | Höchstplatzierung, Gesamtwochen, AuszeichnungChartplatzierungen (Jahr, Titel, Musiklabel, Platzierungen, Wochen, Auszeichnungen, Anmerkungen) | Höchstplatzierung, Gesamtwochen, AuszeichnungChartplatzierungen (Jahr, Titel, Musiklabel, Platzierungen, Wochen, Auszeichnungen, Anmerkungen) | Höchstplatzierung, Gesamtwochen, AuszeichnungChartplatzierungen (Jahr, Titel, Musiklabel, Platzierungen, Wochen, Auszeichnungen, Anmerkungen) | Höchstplatzierung, Gesamtwochen, AuszeichnungChartplatzierungen (Jahr, Titel, Musiklabel, Platzierungen, Wochen, Auszeichnungen, Anmerkungen) | Anmerkungen                                               |
| Jahr | Titel Musiklabel                                                            | DE | AT | CH | UK | US | Anmerkungen                                               |
| ---- | --------------------------------------------------------------------------- | --- | --- | --- | --- | --- | --------------------------------------------------------- |
| 2024 | The Good Riddance Acoustic Shows Live Interscope Records (UMG)              | DE82 (1 Wo.)DE | — | — | — | — | Erstveröffentlichung: 23. Februar 2024 mit Aaron Dessner  |
| 2025 | The Secret of Us – Live from Radio City Music Hall Interscope Records (UMG) | — | — | — | UK74 (… Wo.)UK | US141 (1 Wo.)US | Erstveröffentlichung: 12. April 2025 RSD-Veröffentlichung |

### EPs
| Jahr | Titel Musiklabel                                    | Höchstplatzierung, Gesamtwochen, AuszeichnungChartplatzierungen (Jahr, Titel, Musiklabel, Platzierungen, Wochen, Auszeichnungen, Anmerkungen) | Höchstplatzierung, Gesamtwochen, AuszeichnungChartplatzierungen (Jahr, Titel, Musiklabel, Platzierungen, Wochen, Auszeichnungen, Anmerkungen) | Höchstplatzierung, Gesamtwochen, AuszeichnungChartplatzierungen (Jahr, Titel, Musiklabel, Platzierungen, Wochen, Auszeichnungen, Anmerkungen) | Höchstplatzierung, Gesamtwochen, AuszeichnungChartplatzierungen (Jahr, Titel, Musiklabel, Platzierungen, Wochen, Auszeichnungen, Anmerkungen) | Höchstplatzierung, Gesamtwochen, AuszeichnungChartplatzierungen (Jahr, Titel, Musiklabel, Platzierungen, Wochen, Auszeichnungen, Anmerkungen) | Anmerkungen                                           |
| Jahr | Titel Musiklabel                                    | DE | AT | CH | UK | US | Anmerkungen                                           |
| ---- | --------------------------------------------------- | --- | --- | --- | --- | --- | ----------------------------------------------------- |
| 2020 | Minor Interscope Records (UMG)                      | DE14 a (… Wo.)DE | AT74 a (… Wo.)AT | CH39 a (… Wo.)CH | UK51 a (… Wo.)UK | — | Erstveröffentlichung: 14. Juli 2020 Verkäufe: + 7.500 |
| 2021 | This Is What It Feels Like Interscope Records (UMG) | — | — | — | — | — | Erstveröffentlichung: 12. November 2021               |
| 2025 | Live from Vevo Interscope Records (UMG)             | — | — | — | — | — | Erstveröffentlichung: 17. Januar 2025                 |

## Singles

### Als Leadmusikerin
| Jahr | Titel Album                                      | Höchstplatzierung, Gesamtwochen, AuszeichnungChartplatzierungen (Jahr, Titel, Album, Platzierungen, Wochen, Auszeichnungen, Anmerkungen) | Höchstplatzierung, Gesamtwochen, AuszeichnungChartplatzierungen (Jahr, Titel, Album, Platzierungen, Wochen, Auszeichnungen, Anmerkungen) | Höchstplatzierung, Gesamtwochen, AuszeichnungChartplatzierungen (Jahr, Titel, Album, Platzierungen, Wochen, Auszeichnungen, Anmerkungen) | Höchstplatzierung, Gesamtwochen, AuszeichnungChartplatzierungen (Jahr, Titel, Album, Platzierungen, Wochen, Auszeichnungen, Anmerkungen) | Höchstplatzierung, Gesamtwochen, AuszeichnungChartplatzierungen (Jahr, Titel, Album, Platzierungen, Wochen, Auszeichnungen, Anmerkungen) | Anmerkungen                                                          |
| Jahr | Titel Album                                      | DE | AT | CH | UK | US | Anmerkungen                                                          |
| --- | ------------------------------------------------ | --- | --- | --- | --- | --- | -------------------------------------------------------------------- |
| 2019 | Mean It –                                        | — | — | — | — | — | Erstveröffentlichung: 24. Oktober 2019                               |
| 2019 | Stay –                                           | — | — | — | — | — | Erstveröffentlichung: 21. November 2019 Verkäufe: + 35.000           |
| 2020 | 21 Minor                                         | — | — | — | — | US— GoldUS | Erstveröffentlichung: 20. Februar 2020 Verkäufe: + 590.000           |
| 2020 | I Miss You, I’m Sorry Minor                      | — | — | — | UK81 Platin · (3 Wo.)UK | — | Erstveröffentlichung: 8. April 2020 Verkäufe: + 1.155.000            |
| 2020 | Long Sleeves Minor                               | — | — | — | — | — | Erstveröffentlichung: 20. Mai 2020                                   |
| 2020 | Brush Fire –                                     | — | — | — | — | — | Erstveröffentlichung: 10. Dezember 2020                              |
| 2021 | Mess It Up –                                     | — | — | — | UK— SilberUK | — | Erstveröffentlichung: 7. Mai 2021 Verkäufe: + 290.000                |
| 2021 | Feels Like This Is What It Feels Like            | — | — | — | — | US— GoldUS | Erstveröffentlichung: 27. September 2021 Verkäufe: + 570.000         |
| 2021 | Rockland This Is What It Feels Like              | — | — | — | — | — | Erstveröffentlichung: 22. Oktober 2021                               |
| 2021 | Alright This Is What It Feels Like               | — | — | — | — | — | Erstveröffentlichung: 2. November 2021                               |
| 2022 | Block Me Out Good Riddance (Deluxe Edition)      | — | — | — | — | — | Erstveröffentlichung: 8. April 2022                                  |
| 2022 | Difficult Good Riddance                          | — | — | — | — | — | Erstveröffentlichung: 7. Oktober 2022                                |
| 2023 | Where Do We Go Now? Good Riddance                | — | — | — | — | — | Erstveröffentlichung: 13. Januar 2023                                |
| 2023 | Amelie Good Riddance                             | — | — | — | — | — | Erstveröffentlichung: 10. Februar 2023                               |
| 2023 | I Know It Won’t Work Good Riddance               | — | — | — | UK— SilberUK | — | Erstveröffentlichung: 23. Februar 2023 (Live) Verkäufe: + 235.000    |
| 2024 | Risk The Secret of Us                            | — | — | — | UK67 Silber · (7 Wo.)UK | US94 (1 Wo.)US | Erstveröffentlichung: 31. Mai 2024 Verkäufe: + 390.000               |
| 2024 | Close to You The Secret of Us                    | DE— bDE | — | — | UK31 Gold · (49 Wo.)UK | US49 (21 Wo.)US | Erstveröffentlichung: 7. Juni 2024 Verkäufe: + 740.000               |
| 2024 | I Love You, I’m Sorry The Secret of Us           | DE73 (7 Wo.)DE | AT40 (7 Wo.)AT | CH40 (16 Wo.)CH | UK4 Platin · (… Wo.)UK | US19 Gold · (21 Wo.)US | Erstveröffentlichung: 21. Juni 2024 Verkäufe: + 2.015.000            |
| 2024 | That’s So True The Secret of Us (Deluxe Edition) | DE2 Gold · (… Wo.)DE | AT2 Gold · (… Wo.)AT | CH2 Platin · (… Wo.)CH | UK1 ×2Doppelplatin · (… Wo.)UK | US6 (38 Wo.)US | Erstveröffentlichung: 6. November 2024 Verkäufe: + 3.195.000         |
| Folgende Lieder erschienen nicht als Single, wurden aber durch das Album zum Download und Streaming bereitgestellt und konnten somit eine Platzierung erlangen: |                                                  | | | | | |                                                                      |
| |                                                  | | | | | |                                                                      |
| 2024 | Us. The Secret of Us                             | DE— cDE | — | — | UK37 Silber · (5 Wo.)UK | US36 (2 Wo.)US | Charteinstieg: 28. Juni 2024 Verkäufe: + 405.000; feat. Taylor Swift |

### Als Gastmusikerin
| Jahr | Titel Album                                       | Höchstplatzierung, Gesamtwochen, AuszeichnungChartplatzierungen (Jahr, Titel, Album, Platzierungen, Wochen, Auszeichnungen, Anmerkungen) | Höchstplatzierung, Gesamtwochen, AuszeichnungChartplatzierungen (Jahr, Titel, Album, Platzierungen, Wochen, Auszeichnungen, Anmerkungen) | Höchstplatzierung, Gesamtwochen, AuszeichnungChartplatzierungen (Jahr, Titel, Album, Platzierungen, Wochen, Auszeichnungen, Anmerkungen) | Höchstplatzierung, Gesamtwochen, AuszeichnungChartplatzierungen (Jahr, Titel, Album, Platzierungen, Wochen, Auszeichnungen, Anmerkungen) | Höchstplatzierung, Gesamtwochen, AuszeichnungChartplatzierungen (Jahr, Titel, Album, Platzierungen, Wochen, Auszeichnungen, Anmerkungen) | Anmerkungen                                                                                |
| Jahr | Titel Album                                       | DE | AT | CH | UK | US | Anmerkungen                                                                                |
| ---- | ------------------------------------------------- | --- | --- | --- | --- | --- | ------------------------------------------------------------------------------------------ |
| 2017 | Pad Thai –                                        | — | — | — | — | — | Erstveröffentlichung: 14. Februar 2017 Tjani feat. Gracie                                  |
| 2021 | Unlearn Friends Keep Secrets 2                    | — | — | — | — | — | Erstveröffentlichung: 24. März 2021 Benny Blanco feat. Gracie Abrams                       |
| 2023 | Everywhere, Everything Stick Season               | — | — | — | UK72 (2 Wo.)UK | US79 Gold · (1 Wo.)US | Erstveröffentlichung: 1. Dezember 2023 Verkäufe: + 500.000; Noah Kahan feat. Gracie Abrams |
| 2025 | Call Me When You Break Up I Said I Love You First | DE61 (1 Wo.)DE | AT71 (1 Wo.)AT | — | UK28 (10 Wo.)UK | US46 (8 Wo.)US | Erstveröffentlichung: 20. Februar 2025 Benny Blanco & Selena Gomez feat. Gracie Abrams     |

## Musikvideos
| Jahr | Titel                     | Regie                        |
| ---- | ------------------------- | ---------------------------- |
| 2019 | Mean It                   | Matty Peacock                |
| 2020 | Stay                      | Moni Haworth, Clyde Munroe   |
| 2020 | Friend                    | Alex Lill                    |
| 2021 | Mess It Up                | Matty Peacock                |
| 2021 | Feels Like                | Gracie Abrams, Matty Peacock |
| 2021 | The Bottom                | Jared Hogan                  |
| 2023 | Where Do We Go Now?       | Gia Coppola                  |
| 2023 | I Know It Won’t Work      | Julian Klincewicz            |
| 2024 | Risk                      | Audrey Hobert                |
| 2024 | I Love You, I’m Sorry     | Audrey Hobert                |
| 2025 | Call Me When You Break Up | Benjamin Levin               |

## Promoveröffentlichungen
| Jahr | Titel Album                           | Anmerkungen                                                        |
| ---- | ------------------------------------- | ------------------------------------------------------------------ |
| 2016 | In Between –                          | Erstveröffentlichung: 2016 Soundcloud-Veröffentlichung             |
| 2017 | Spark –                               | Erstveröffentlichung: 12. September 2017 Bandcamp-Veröffentlichung |
| 2021 | The Bottom This Is What It Feels Like | Erstveröffentlichung: 7. November 2021                             |
| 2025 | Death Wish (Live) –                   | Erstveröffentlichung: 1. April 2025                                |

## Sonderveröffentlichungen
| Jahr | Titel Album                                         | Anmerkungen                                                                         |
| ---- | --------------------------------------------------- | ----------------------------------------------------------------------------------- |
| 2021 | Unlearn Friends Keep Secrets 2                      | Erstveröffentlichung: 26. März 2021 Benny Blanco feat. Gracie Abrams                |
| 2023 | Everywhere, Everything Stick Season                 | Erstveröffentlichung: 1. Dezember 2023 Noah Kahan feat. Gracie Abrams               |
| 2024 | Everywhere, Everything (Live) Live from Fenway Park | Erstveröffentlichung: 30. August 2024 Noah Kahan feat. Gracie Abrams                |
| 2025 | Call Me When You Break Up I Said I Love You First   | Erstveröffentlichung: 21. März 2025 Benny Blanco & Selena Gomez feat. Gracie Abrams |

| Jahr | Titel Album                                                       | Anmerkungen                            |
| ---- | ----------------------------------------------------------------- | -------------------------------------- |
| 2024 | That’s So True (Live at Radio 1) Radio 1’s Christmas Live Lounges | Erstveröffentlichung: 3. Dezember 2024 |

| Jahr | Titel Soundtrack            | Anmerkungen                              |
| ---- | --------------------------- | ---------------------------------------- |
| 2023 | Cedar The Buccaneers        | Erstveröffentlichung: 8. November 2023   |
| 2024 | Close to You Emily in Paris | Erstveröffentlichung: 13. September 2024 |

## Statistik

### Chartauswertung
|                     | DE    | AT    | CH    | UK    | US    |
| ------------------- | ----- | ----- | ----- | ----- | ----- |
| Nummer-eins-Alben   | DE—DE | AT—AT | CH—CH | UK1UK | US—US |
| Top-10-Alben        | DE1DE | AT1AT | CH1CH | UK2UK | US1US |
| Alben in den Charts | DE4DE | AT3AT | CH3CH | UK4UK | US3US |

|                       | DE    | AT    | CH    | UK    | US    |
| --------------------- | ----- | ----- | ----- | ----- | ----- |
| Nummer-eins-Singles   | DE—DE | AT—AT | CH1CH | UK1UK | US—US |
| Top-10-Singles        | DE1DE | AT1AT | CH1CH | UK2UK | US1US |
| Singles in den Charts | DE3DE | AT2AT | CH3CH | UK8UK | US7US |

### Auszeichnungen für Musikverkäufe
| Goldene Schallplatte - Australien - 2023: für die Single Stay - 2024: für die Single I Know It Won’t Work - 2025: für das Lied Blowing Smoke - 2025: für das Lied Free Now - Belgien - 2025: für die Single Close to You - Brasilien - 2024: für die Single Mess It Up - 2024: für die Single 21 - 2025: für die Single Close to You - Dänemark - 2025: für die Single I Miss You, I’m Sorry - 2025: für die Single I Love You, I’m Sorry - Frankreich - 2025: für das Album The Secret of Us - 2025: für die Single I Love You, I’m Sorry - Griechenland - 2025: für die Single I Love You, I’m Sorry - Italien - 2025: für die Single That’s So True - 2025: für das Album The Secret of Us - Neuseeland - 2025: für das Lied Us. - 2025: für das Album Minor - Norwegen - 2024: für die Single I Miss You, I’m Sorry - Polen - 2024: für die Single I Miss You, I’m Sorry - 2024: für die Single That’s So True - Portugal - 2024: für die Single I Miss You, I’m Sorry - 2025: für das Album The Secret of Us - Spanien - 2025: für die Single I Love You, I’m Sorry - 2025: für die Single I Miss You, I’m Sorry - 2025: für das Album The Secret of Us - Zentralamerika - 2025: für die Single That’s So True | Platin-Schallplatte - Australien - 2025: für die Single 21 - 2025: für das Album The Secret of Us - 2025: für die Single Feels Like - 2025: für die Single Mess It Up - 2025: für die Single Risk - 2025: für das Lied Us. - Belgien - 2025: für das Album The Secret of Us - 2025: für die Single I Love You, I’m Sorry - Brasilien - 2024: für die Single I Miss You, I’m Sorry - 2025: für die Single Risk - 2025: für das Lied Us. - 2025: für das Album The Secret of Us - Dänemark - 2025: für die Single That’s So True - 2025: für das Album The Secret of Us - Frankreich - 2025: für die Single That’s So True - Griechenland - 2025: für die Single That’s So True - Kanada - 2024: für die Single Risk - 2025: für das Lied Us. - Neuseeland - 2024: für die Single I Love You, I’m Sorry - Portugal - 2024: für die Single I Love You, I’m Sorry - Spanien - 2025: für die Single That’s So True | 2× Platin-Schallplatte - Australien - 2025: für die Single I Miss You, I’m Sorry - 2025: für die Single Close to You - Belgien - 2025: für die Single That’s So True - Kanada - 2025: für das Album The Secret of Us - 2025: für die Single Close to You - Neuseeland - 2025: für die Single That’s So True - 2025: für das Album The Secret of Us 3× Platin-Schallplatte - Australien - 2025: für die Single I Love You, I’m Sorry - Brasilien - 2025: für die Single That’s So True - 2025: für die Single I Love You, I’m Sorry - Kanada - 2025: für die Single I Miss You, I’m Sorry - Portugal - 2025: für die Single That’s So True 4× Platin-Schallplatte - Kanada - 2025: für die Single I Love You, I’m Sorry 5× Platin-Schallplatte - Australien - 2025: für die Single That’s So True 6× Platin-Schallplatte - Kanada - 2025: für die Single That’s So True |

Anmerkung: Auszeichnungen in Ländern aus den Charttabellen bzw. Chartboxen sind in ebendiesen zu finden.
| Land/RegionAuszeichnungen für Musikverkäufe (Land/Region, Auszeichnungen, Verkäufe, Quellen) | Silber     | Gold       | Platin       | Verkäufe  | Quellen              |
| -------------------------------------------------------------------------------------------- | ---------- | ---------- | ------------ | --------- | -------------------- |
| Australien (ARIA)                                                                            | —          | 4× Gold4   | 18× Platin18 | 1.400.000 | aria.com.au          |
| Belgien (BRMA)                                                                               | —          | Gold1      | 4× Platin4   | 160.000   | ultratop.be          |
| Brasilien (PMB)                                                                              | —          | 5× Gold5   | 8× Platin8   | 420.000   | pro-musicabr.org.br  |
| Dänemark (IFPI)                                                                              | —          | 2× Gold2   | 2× Platin2   | 200.000   | ifpi.dk              |
| Deutschland (BVMI)                                                                           | —          | 2× Gold2   | —            | 375.000   | musikindustrie.de    |
| Frankreich (SNEP)                                                                            | —          | 2× Gold2   | Platin1      | 350.000   | snepmusique.com      |
| Griechenland (IFPI)                                                                          | —          | Gold1      | Platin1      | 30.000    | Einzelnachweise      |
| Italien (FIMI)                                                                               | —          | 2× Gold2   | —            | 125.000   | fimi.it              |
| Kanada (MC)                                                                                  | —          | —          | 19× Platin19 | 1.520.000 | musiccanada.com      |
| Neuseeland (RMNZ)                                                                            | —          | 2× Gold2   | 5× Platin5   | 142.500   | radioscope.co.nz NZ2 |
| Norwegen (IFPI)                                                                              | —          | Gold1      | —            | 30.000    | ifpi.no              |
| Österreich (IFPI)                                                                            | —          | Gold1      | —            | 15.000    | ifpi.at              |
| Polen (ZPAV)                                                                                 | —          | 2× Gold2   | —            | 50.000    | olis.pl              |
| Portugal (AFP)                                                                               | —          | 2× Gold2   | 4× Platin4   | 48.500    | Einzelnachweise      |
| Schweiz (IFPI)                                                                               | —          | —          | Platin1      | 30.000    | hitparade.ch         |
| Spanien (Promusicae)                                                                         | —          | 3× Gold3   | Platin1      | 140.000   | elportaldemusica.es  |
| Vereinigte Staaten (RIAA)                                                                    | —          | 4× Gold4   | —            | 2.000.000 | riaa.com             |
| Vereinigtes Königreich (BPI)                                                                 | 5× Silber5 | 2× Gold2   | 4× Platin4   | 3.760.000 | bpi.co.uk            |
| Zentralamerika (CFC)                                                                         | —          | Gold1      | —            | 35.000    | cfc-musica.com       |
| Insgesamt                                                                                    | 5× Silber5 | 37× Gold37 | 68× Platin68 |           |                      |